# Chipeta
Nota: se procura a líder indígena, consulte Chipeta (líder indígena)

Chipeta é uma vila e comuna angolana que se localiza na província do Bié, pertencente ao município de Catabola.